# Rivière Sainte-Anne (de La Pérade)
Der Rivière Sainte-Anne (früher auch: Rivière Sainte-Anne de La Pérade) ist ein Fluss in den Verwaltungsregionen Capitale-Nationale und Mauricie der kanadischen Provinz Québec.

## Flusslauf
Der Rivière Sainte-Anne hat seinen Ursprung im See Lac Sainte-Anne im Réserve faunique des Laurentides, 60 km nordwestlich der Provinzhauptstadt Québec. Von dort fließt er in südwestlicher Richtung. Er passiert die Kleinstadt Saint-Raymond und die Orte Saint-Alban und Saint-Casimir. Der Fluss mündet nach 125 km bei Sainte-Anne-de-la-Pérade, 85 km südwestlich von Québec, in den Sankt-Lorenz-Strom. Größere Nebenflüsse sind Rivière Tourilli von links, sowie Bras du Nord, Riviére Noire und Rivière Charest von rechts.

## Staudämme und Wasserkraftwerke
Am Flusslauf liegen in Abstromrichtung folgende Staubauwerke:
- Barrage Georgiana (⊙)[5]
- Barrage de Saint-Raymond (⊙)[6]
- Barrage de Chute-Panet (⊙)[7]
- Barrage des Chutes-Ford (⊙)[8]
- Wehr mit Wasserkraftwerk bei Flusskilometer 44 (⊙)
- Barrage de Saint-Alban (⊙)[9]

## Flussfauna
Der Fluss ist ein beliebtes Ziel zum Eisfischen von Atlantik-Tomcod (Microgadus tomcod).